# هربرت إل. أبرامز
هربرت إل. أبرامز (بالإنجليزية: Herbert L. Abrams)‏ هو طبيب أمريكي، ولد في 16 أغسطس 1920، وتوفي في 20 يناير 2016.